# Gumelniţa-Kultur

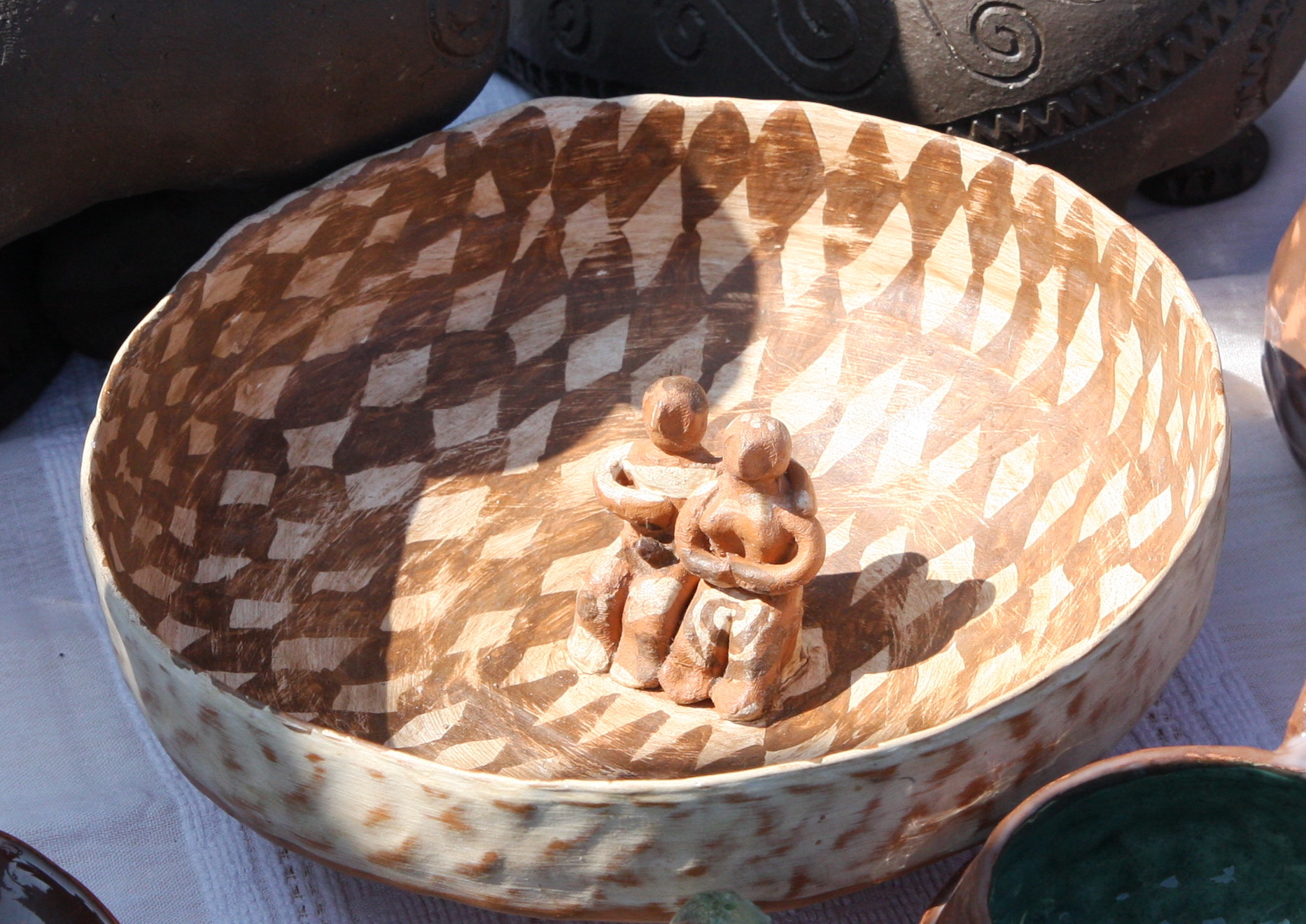
Moderne Reproduktion einer Gumelnitza-Keramik

Die Gumelniţa-Kultur (deutsch Gumelnitza-Kultur) ist eine kupferzeitliche Kultur zwischen 4600 und 4250 v. Chr. Bohrungen in Pietrele lassen weitere, noch nicht ergrabene Horizonte bis etwa 5200 v. Chr. erwarten. Die Gumelnitza-Kultur folgt in der Großen Walachei der Boian-Kultur, in der Dobrudscha der Hamangia-Kultur, erstreckt sich im Osten in das südliche Bessarabien, und in Ost-Bulgarien bis zum Balkangebirge. Sie wird häufig im Rahmen des Gumelnitza-Kodjadermen-Karanovo VI-Komplexes gesehen. Im Osten folgte ihr frühzeitig die Cernavodă-Kultur.

## Geschichte, Verbreitung, Kennzeichen, Bedeutung
Die Gumelniţa-Kultur erhielt ihren Namen nach den ersten Funden in der Umgebung des Gumelniţa-Massivs. Sie wurden durch den rumänischen Archäologen Vasile Pârvan im Jahr 1922 gemacht. Als weiterer Wissenschaftler kam ihm Vladimir Dumitrescu zu Hilfe, der bereits im Frühjahr 1924 Prähistorikern aus der ganzen Welt die erste Sammlung von Keramik, Steinwerkzeugen und Kunstgegenstände präsentierte. Seit 1925 werden systematische Untersuchungen vor Ort durchgeführt.
Die Gumelniţa-Kultur war die erste große kulturelle Vereinigung zwischen dem südlichen Balkan (Dikili Tash, Sitagroi) und den Karpaten. Örtliche Besonderheiten sind teilweise erhalten geblieben, wie Auswertungen der Gräberfelds von Varna zeigen.
Die Gumelniţa-Kultur wird in die Hauptphasen A und B unterteilt. Im Osten stieß die Gumelniţa-Kultur auf die beginnende Cernavodă-I-Kultur. In anderen Regionen (Muntenien, Dobrudscha, Thrakien, Balkan und südliches Bessarabien) wirkte sie noch fast ein ganzes Jahrhundert weiter und wird dort als Gumelnitza-B bezeichnet.
Merkmale der Gumelniţa-Kultur sind die vorherrschende Verwendung von Graphit bemalter Keramik, die sogenannte Schwarze Keramik sowie ihre Totenkultur. Die Verstorbenen wurden in gehockter Haltung beigesetzt, die Friedhöfe befanden sich außerhalb der Siedlungen in geordneten Feldern. Manche Schädel zeigen nachträglich vorgenommene Einkerbungen.
Die Menschen siedelten häufig auf Hügelkuppen, auf Inseln, in der Nähe von Quellen. Sie lebten vor allem von der Landwirtschaft, der Tierzucht, aber auch noch der Jagd. Ihre Häuser besaßen Böden aus Stampflehm, für die Wände waren eingerammte Holzpfosten mit biegsamen Gerten umflochten und mit Lehm und Stroh ausgefacht.
In der Nähe befanden sich Werkstätten, Schlachthöfe, Ställe, Gemeinschaftsräume und Kultstätten. Zwischen den einzelnen Niederlassungen erfolgte friedlicher Handel. Die Werkzeuge wurden aus Tierknochen, Horn und Feuerstein gefertigt. Man fand z. B. große Beile mit langen Klingen, Pfeile, Harpunen, Hacken, aber auch Schmuck. Die Bearbeitung und der Einsatz von Kupfer ist für 4600 v. Chr. bis zum Ende gegen 4250 v. Chr. durch 14C-Datierungen belegt. Auch Gold ist nachgewiesen.
Auffällige Funde stellen die aus Knochen oder Lehm hergestellten anthropomorphen Statuetten dar. Davon trugen etwa ein Drittel weibliche Merkmale, nur ein Prozent männliche, der Rest ist indifferent.